# Singhiella citrifolii
Singhiella citrifolii és una espècie d'hemípters del gènere Singhiella, de la família dels Aleiròdids.
Va ser descrita científicament per primera vegada per Morgan el 1893.